# راجهوبير ياداف
راجهوبير ياداف هو مغني وملحن ومغني أفلام وممثل هندي، ولد في 25 يونيو 1957 في الهند.

## أعمال

### أفلام
- (1998) الأرض
- (2001)  ذات مرة في الهند
- (2015) بيكو

## وصلات خارجية
- راجهوبير ياداف على موقع IMDb (الإنجليزية)
- راجهوبير ياداف على موقع ألو سيني (الفرنسية)
- راجهوبير ياداف على موقع ألو سيني (الفرنسية)
- راجهوبير ياداف على موقع ميوزك برينز (الإنجليزية)
- راجهوبير ياداف على موقع أول موفي (الإنجليزية)
- راجهوبير ياداف على موقع قاعدة بيانات الأفلام السويدية (السويدية)
- راجهوبير ياداف على موقع قاعدة بيانات الفيلم (الإنجليزية)
- راجهوبير ياداف على موقع كينوبويسك (الروسية)